# زولتان شنايدر
زولتان شنايدر (بالمجرية: Schneider Zoltán)‏ (و. 1970 – م) هو ممثل.

## جوائز
حصل على جوائز منها:
- جائزة جازاي ماري  [لغات أخرى]‏.

## وصلات خارجية
- زولتان شنايدر على موقع IMDb (الإنجليزية)
- زولتان شنايدر على موقع روتن توميتوز (الإنجليزية)
- زولتان شنايدر على موقع ألو سيني (الفرنسية)
- زولتان شنايدر على موقع كينوبويسك (الروسية)